# Monopatí de carrer als Jocs Olímpics d'Estiu de 2024
L'skateboarding o monopatí de carrer als Jocs Olímpics d'Estiu de 2024 es va realitzar a la Plaça de la Concorde de París del 28 de juliol al 7 d'agost de 2024.
En aquest esport es van disputar quatre proves diferents, dues masculines i dues femenines en les especialitats de carrer i de parc en cada cas.
Per a l'especialitat de carrer es van disputar unes semifinals amb 22 competidors en la categoria masculina i 20 competidores en la categoria femenina. Les vuit millors puntuacions en cada categoria es classificaven per a la fase final.
Per a l'especialitat de parc es disputaren unes semifinals amb 22 competidors en les dues categories. Les vuit millors puntuacions en cada categoria es van classificar per a la fase final.

## Competició Masculina - Carrer

### Semifinals
| Posició | Grup | Skateboarder        | País                              | Cursa | Cursa | Maniobra | Maniobra | Maniobra | Maniobra | Maniobra | Total  |
| Posició | Grup | Skateboarder        | País                              | 1     | 2     | 1        | 2        | 3        | 4        | 5        | Total  |
| ------- | ---- | ------------------- | --------------------------------- | ----- | ----- | -------- | -------- | -------- | -------- | -------- | ------ |
| 1       | 2    | Jagger Eaton        | Estats Units                      | 57.88 | 88.37 | 0.00     | 0.00     | 92.65    | 93.86    | 0.00     | 274.88 |
| 2       | 4    | Nyjah Huston        | Estats Units                      | 17.89 | 90.18 | 90.31    | 0.00     | 92.17    | 0.00     | 0.00     | 272.66 |
| 3       | 2    | Sora Shirai         | Japó                              | 61.63 | 86.71 | 93.57    | 0.00     | 0.00     | 90.14    | 0.00     | 270.42 |
| 4       | 3    | Yuto Horigome       | Japó                              | 89.72 | 34.75 | 93.08    | TNS      | 0.00     | 87.38    | 0.00     | 270.18 |
| 5       | 1    | Matias Dell Olio    | Argentina                         | 88.53 | 0.76  | 0.00     | 88.32    | 0.00     | 89.43    | 0.00     | 266.8  |
| 6       | 1    | Kelvin Hoefler      | Brasil                            | 86.48 | 90.41 | 0.00     | 73.98    | 85.53    | 0.00     | 89.30    | 265.24 |
| 7       | 4    | Cordano Russell     | Canadà                            | 69.00 | 86.99 | 85.38    | 91.50    | 0.00     | 0.00     | 0.00     | 263.87 |
| 8       | 4    | Richard Tury        | Eslovàquia                        | 87.84 | 53.37 | 78.84    | 0.00     | 0.00     | 0.00     | 91.31    | 257.99 |
| 9       | 2    | Vincent Milou       | França                            | 62.29 | 71.49 | 87.20    | 0.00     | 94.09    | 0.00     | 0.00     | 252.78 |
| 10      | 1    | Mauro Iglesias      | Argentina                         | 8.73  | 79.50 | 0.00     | 90.12    | 0.00     | 0.00     | 79.47    | 249.09 |
| 11      | 1    | Matt Berger         | Canadà                            | 44.53 | 51.99 | 0.00     | 0.00     | 0.00     | 88.50    | 89.95    | 230.44 |
| 12      | 2    | Brandon Valjalo     | Plantilla:Country data Sud àfrica | 31.25 | 33.50 | 0.00     | 81.61    | 82.06    | 0.00     | 0.00     | 197.17 |
| 13      | 3    | Giovanni Vianna     | Brasil                            | 85.67 | 44.03 | 0.00     | 0.00     | 92.85    | TNS      | 0.00     | 178.52 |
| 14      | 4    | Ginwoo Onodera      | Japó                              | 49.50 | 83.51 | 0.00     | 0.00     | 93.57    | 0.00     | 0.00     | 177.08 |
| 15      | 3    | Felipe Gustavo      | Brasil                            | 26.29 | 64.67 | 93.22    | 0.00     | 0.00     | 0.00     | 0.00     | 157.89 |
| 16      | 2    | Aurélien Giraud     | França                            | 44.26 | 55.64 | 0.00     | 0.00     | 0.00     | 88.07    | 0.00     | 143.71 |
| 17      | 3    | Gustavo Ribeiro     | Portugal                          | 48.31 | 33.37 | 0.00     | 93.83    | 0.00     | 0.00     | 0.00     | 142.14 |
| 18      | 3    | Ryan Decenzo        | Canadà                            | 18.06 | 25.84 | 0.00     | 0.00     | 90.85    | 0.00     | 0.00     | 116.69 |
| 19      | 1    | Shane O'Neill       | Austràlia                         | 13.41 | 16.50 | 0.00     | 0.00     | 0.00     | 91.00    | 0.00     | 107.50 |
| 20      | 4    | Joseph Garbaccio    | França                            | 39.72 | 72.57 | 0.00     | 0.00     | 0.00     | 0.00     | 0.00     | 72.57  |
| 21      | 2    | Chris Joslin        | Estats Units                      | 50.84 | 31.50 | 0.00     | 0.00     | 0.00     | 0.00     | 0.00     | 50.84  |
| 22      | 1    | Jhancarlos González | Colòmbia                          | 47.64 | 48.09 | 0.00     | 0.00     | 0.00     | 0.00     | 0.00     | 48.09  |

### Final
| Rank | Skateboarder     | Nation       | Run   | Run   | Trick | Trick | Trick | Trick | Trick | Total  |
| Rank | Skateboarder     | Nation       | 1     | 2     | 1     | 2     | 3     | 4     | 5     | Total  |
| ---- | ---------------- | ------------ | ----- | ----- | ----- | ----- | ----- | ----- | ----- | ------ |
| 1    | Yuto Horigome    | Japó         | 89.90 | 68.54 | 94.16 | 0.00  | 0.00  | 0.00  | 97.08 | 281.14 |
| 2    | Jagger Eaton     | Estats Units | 61.77 | 91.92 | 92.80 | 93.87 | 0.00  | 95.25 | 0.00  | 281.04 |
| 3    | Nyjah Huston     | Estats Units | 87.06 | 93.37 | 92.79 | 93.22 | 0.00  | 0.00  | 0.00  | 279.38 |
| 4    | Sora Shirai      | Japó         | 90.11 | 39.34 | 93.80 | 0.00  | 0.00  | 94.21 | 0.00  | 278.12 |
| 5    | Richard Tury     | Eslovàquia   | 87.85 | 89.31 | 92.09 | 0.00  | 0.00  | 92.58 | 0.00  | 273.98 |
| 6    | Kelvin Hoefler   | Brasil       | 87.25 | 38.74 | 90.14 | 0.00  | 92.88 | 0.00  | 0.00  | 270.27 |
| 7    | Cordano Russell  | Canadà       | 19.06 | 23.55 | 0.00  | 92.88 | 93.32 | 94.93 | 0.00  | 211.80 |
| 8    | Matias Dell Olio | Argentina    | 69.14 | 69.86 | 0.00  | 0.00  | 0.00  | 0.00  | 84.12 | 153.98 |

## Competició Femenina - Carrer

### Semifinals
| Posició | Grup | Skateboarder      | País          | Cursa | Cursa | Maniobra | Maniobra | Maniobra | Maniobra | Maniobra | Total  |
| Posició | Grup | Skateboarder      | País          | 1     | 2     | 1        | 2        | 3        | 4        | 5        | Total  |
| ------- | ---- | ----------------- | ------------- | ----- | ----- | -------- | -------- | -------- | -------- | -------- | ------ |
| 1       | 2    | Coco Yoshizawa    | Japó          | 83.59 | 71.75 | 86.65    | 88.68    | 78.19    | 0.00     | 0.00     | 258.92 |
| 2       | 4    | Liz Akama         | Japó          | 86.55 | 51.40 | 86.83    | 0.00     | 84.61    | 81.35    | 78.12    | 257.99 |
| 3       | 1    | Cui Chenxi        | Xina          | 80.62 | 82.01 | 81.18    | 83.11    | 0.00     | 89.22    | 0.00     | 254.34 |
| 4       | 1    | Chloe Covell      | Austràlia     | 68.14 | 78.89 | 82.26    | 0.00     | 0.00     | 85.58    | 0.00     | 246.73 |
| 5       | 4    | Funa Nakayama     | Japó          | 79.87 | 54.73 | 84.56    | 0.00     | 81.09    | 0.00     | 0.00     | 245.52 |
| 6       | 3    | Paige Heyn        | Estats Units  | 71.65 | 35.37 | 85.66    | 0.00     | 86.98    | 0.00     | 0.00     | 244.29 |
| 7       | 3    | Rayssa Leal       | Brasil        | 59.88 | 35.62 | 85.87    | 88.87    | 92.68    | 0.00     | 0.00     | 241.43 |
| 8       | 4    | Poe Pinson        | Estats Units  | 39.30 | 71.25 | 0.00     | 0.00     | 0.00     | 81.80    | 88.07    | 241.12 |
| 9       | 2    | Zhu Yuanling      | Xina          | 59.35 | 60.11 | 0.00     | 0.00     | 86.88    | 0.00     | 87.83    | 234.82 |
| 10      | 2    | Roos Zwetsloot    | Països Baixos | 49.5  | 71.6  | 83.61    | 0.00     | 0.00     | 0.00     | 78.50    | 233.71 |
| 11      | 3    | Lucie Schoonheere | França        | 24.22 | 76.81 | 78.19    | 73.05    | 0.00     | 0.00     | 0.00     | 228.05 |
| 12      | 1    | Zeng Wenhui       | Xina          | 55.85 | 12.66 | 0.00     | 0.00     | 83.76    | 0.00     | 83.88    | 223.49 |
| 13      | 2    | Daniela Terol     | Espanya       | 63.72 | 70.12 | 76.39    | 0.00     | 0.00     | 73.87    | 0.00     | 220.38 |
| 14      | 1    | Natalia Munoz     | Espanya       | 48.83 | 57.44 | 74.25    | 83.01    | 68.12    | 0.00     | 0.00     | 214.70 |
| 15      | 3    | Keet Oldenbeuving | Països Baixos | 64.61 | 48.40 | 0.00     | 72.69    | 73.48    | 0.00     | 0.00     | 210.78 |
| 16      | 2    | Pâmela Rosa       | Brasil        | 11.52 | 41.48 | 0.00     | 0.00     | 80.10    | 0.00     | 83.65    | 205.23 |
| 17      | 4    | Vareeraya Sukasem | Tailàndia     | 48.52 | 45.07 | 0.00     | 74.04    | 78.19    | 0.00     | 0.00     | 200.75 |
| 18      | 1    | Boipelo Awuah     | Sud-àfrica    | 19.56 | 31.82 | 0.00     | 61.15    | 51.78    | 66.37    | 0.00     | 159.34 |
| 19      | 2    | Gabi Mazetto      | Brasil        | 21.07 | 61.17 | 0.00     | 0.00     | TNS      | 83.18    | 0.00     | 144.35 |
| 20      | 3    | Haylie Powell     | Austràlia     | 62.19 | 41.07 | 0.00     | 0.00     | 0.00     | 63.11    | 0.00     | 125.30 |
| 21      | 1    | Liv Lovelace      | Austràlia     | 40.38 | 23.00 | 77.72    | 0.00     | 0.00     | 0.00     | 0.00     | 118.10 |
| 22      | 4    | Mariah Duran      | Estats Units  | 12.13 | 58.36 | 0.00     | 0.00     | 0.00     | 0.00     | 0.00     | 58.36  |

### Final
| Posició | Skateboarder   | País         | Cursa | Cursa | Maniobra | Maniobra | Maniobra | Maniobra | Maniobra | Total  |
| Posició | Skateboarder   | País         | 1     | 2     | 1        | 2        | 3        | 4        | 5        | Total  |
| ------- | -------------- | ------------ | ----- | ----- | -------- | -------- | -------- | -------- | -------- | ------ |
| 1       | Coco Yoshizawa | Japó         | 85.02 | 86.80 | 0.00     | 86.34    | 0.00     | 96.49    | 89.46    | 272.75 |
| 2       | Liz Akama      | Japó         | 3.28  | 89.26 | 92.62    | 84.07    | 0.00     | 0.00     | 0.00     | 265.95 |
| 3       | Rayssa Leal    | Brasil       | 71.66 | 34.80 | 0.00     | 92.88    | 0.00     | 0.00     | 88.83    | 253.37 |
| 4       | Cui Chenxi     | Xina         | 65.47 | 65.04 | 86.98    | 89.11    | 0.00     | 0.00     | 0.00     | 241.56 |
| 5       | Poe Pinson     | Estats Units | 36.75 | 50.18 | 83.73    | 0.00     | 88.43    | 0.00     | 0.00     | 222.34 |
| 6       | Paige Heyn     | Estats Units | 39.88 | 76.41 | 0.00     | 86.82    | 0.00     | 0.00     | 0.00     | 163.23 |
| 7       | Funa Nakayama  | Japó         | 48.14 | 79.77 | 0.00     | 0.00     | 0.00     | 0.00     | 0.00     | 78.77  |
| 8       | Chloe Covell   | Austràlia    | 70.33 | 45.46 | 0.00     | 0.00     | TNS      | 0.00     | 0.00     | 70.33  |

## Competició Masculina - Parc

### Semifinals
| Posició | Grup | Skateboarder       | País         | Cursa | Cursa  | Cursa  |
| Posició | Grup | Skateboarder       | País         | 1     | 2      | 3      |
| ------- | ---- | ------------------ | ------------ | ----- | ------ | ------ |
| 1       | 1    | Keegan Palmer      | Austràlia    | 77.03 | 89.31  | 93.78  |
| 2       | 1    | Tom Schaar         | Estats Units | 89.05 | 92.05  | 32.70  |
| 3       | 3    | Alex Sorgente      | Itàlia       | 89.96 | 91.14  | 12.33  |
| 4       | 2    | Tate Carew         | Estats Units | 77.18 | 90.42  | 16.83  |
| 5       | 4    | Keefer Wilson      | Austràlia    | 81.70 | 88.60  | 90.10  |
| 6       | 3    | Pedro Barros       | Brasil       | 89.24 | 2.83   | 81.10  |
| 7       | 4    | Luigi Cini         | Brasil       | 89.10 | 29.33  | 12.006 |
| 8       | 3    | Augusto Akio       | Brasil       | 88.79 | 29.33  | 88.98  |
| 9       | 2    | Hampus Winberg     | Suècia       | 82.58 | 74.00  | 88.29  |
| 10      | 2    | Gavin Bottger      | Estats Units | 20.30 | 86.95  | 60.03  |
| 11      | 1    | Alessandro Mazzara | Itàlia       | 56.00 | 83.17  | 2.73   |
| 12      | 2    | Vincent Matheron   | França       | 82.02 | 18.74  | 8.66   |
| 13      | 3    | Thomas Augusto     | Portugal     | 3.10  | 81.75  | 2.66   |
| 14      | 4    | Steven Piñeiro     | Puerto Rico  | 81.54 | 10.33  | 19.33  |
| 15      | 2    | Yuro Nagahara      | Japó         | 81.38 | 2.36   | 2.38   |
| 16      | 1    | Kieran Woolley     | Austràlia    | 20.85 | 14.93  | 80.04  |
| 17      | 2    | Tyler Edtmayer     | Alemanya     | 76.49 | 78.20  | 2.43   |
| 18      | 4    | Andy Macdonald     | Regne Unit   | 72.07 | 76.61  | 77.66  |
| 19      | 1    | Alain Kortabitarte | Espanya      | 29.38 | 49.21  | 75.46  |
| 20      | 4    | Danny León         | Espanya      | 56.25 | 7.33   | 10.00  |
| 21      | 1    | Viktor Solmunde    | Dinamarca    | 42.95 | 42.83  | 36.00  |
| 22      | 3    | Dallas Oberholzer  | Sud-àfrica   | 7.00  | 19.001 | 33.83  |

### Final
| Posició | Skateboarder  | País         | Cursa | Cursa | Cursa |
| Posició | Skateboarder  | País         | 1     | 2     | 3     |
| ------- | ------------- | ------------ | ----- | ----- | ----- |
| 1       | Keegan Palmer | Austràlia    | 93.11 | 63.66 | 65.20 |
| 2       | Tom Schaar    | Estats Units | 90.11 | 92.23 | 83.08 |
| 3       | Augusto Akio  | Brasil       | 2.66  | 81.34 | 91.85 |
| 4       | Pedro Barros  | Brasil       | 22.10 | 86.41 | 91.65 |
| 5       | Tate Carew    | Estats Units | 18.06 | 91.17 | 71.46 |
| 6       | Alex Sorgente | Itàlia       | 22.80 | 84.26 | 63.76 |
| 7       | Luigi Cini    | Brasil       | 19.70 | 2.36  | 76.89 |
| 8       | Keefer Wilson | Austràlia    | 40.03 | 32.73 | 58.36 |

## Competició Femenina - Parc

### Semifinals
| Posició | Grup | Skateboarder      | País         | Curs  | Curs  | Curs  |
| Posició | Grup | Skateboarder      | País         | 1     | 2     | 3     |
| ------- | ---- | ----------------- | ------------ | ----- | ----- | ----- |
| 1       | 1    | Kokona Hiraki     | Japó         | 85.04 | 88.07 | 25.34 |
| 2       | 1    | Bryce Wettstein   | Estats Units | 21.76 | 75.22 | 85.65 |
| 3       | 1    | Hinano Kusaki     | Japó         | 44.00 | 52.71 | 85.11 |
| 4       | 3    | Sky Brown         | Regne Unit   | 84.75 | 71.55 | 10.66 |
| 5       | 4    | Heili Sirviö      | Finlàndia    | 58.96 | 83.42 | 69.90 |
| 6       | 3    | Arisa Trew        | Austràlia    | 72.15 | 82.95 | 64.95 |
| 7       | 4    | Naia Laso         | Espanya      | 29.39 | 82.49 | 29.43 |
| 8       | 4    | Dora Varella      | Brasil       | 76.57 | 82.29 | 69.30 |
| 9       | 2    | Isadora Pacheco   | Brasil       | 82.07 | 63.66 | 64.48 |
| 10      | 1    | Sakura Yosozumi   | Japó         | 79.70 | 20.04 | 9.33  |
| 11      | 4    | Ruby Trew         | Austràlia    | 77.89 | 61.35 | 70.80 |
| 12      | 2    | Raicca Ventura    | Brasil       | 76.24 | 64.33 | 56.86 |
| 13      | 3    | Ruby Lilley       | Estats Units | 74.98 | 75.07 | 2.66  |
| 14      | 2    | Lilly Stoephasius | Alemanya     | 71.79 | 40.76 | 74.40 |
| 15      | 3    | Lola Tambling     | Regne Unit   | 73.85 | 53.05 | 19.50 |
| 16      | 1    | Émilie Alexandre  | França       | 72.13 | 72.94 | 73.48 |
| 17      | 1    | Julia Benedetti   | Espanya      | 4.33  | 8.50  | 70.27 |
| 18      | 2    | Zheng Haohao      | Xina         | 63.19 | 16.01 | 16.07 |
| 19      | 3    | Minna Stess       | Estats Units | 20.10 | 54.71 | 54.53 |
| 20      | 2    | Fay Ebert         | Canadà       | 18.66 | 30.00 | 51.82 |
| 21      | 2    | Nana Taboulet     | França       | 7.41  | 29.53 | 42.33 |
| 22      | 4    | Aya Asaqas        | Marroc       | 13.68 | 2.00  | 12.80 |

### Final
| Posició | Skateboarder    | País         | Cursa | Cursa | Cursa |
| Posició | Skateboarder    | País         | 1     | 2     | 3     |
| ------- | --------------- | ------------ | ----- | ----- | ----- |
| 1       | Arisa Trew      | Austràlia    | 35.53 | 90.11 | 93.18 |
| 2       | Kokona Hiraki   | Japó         | 91.98 | 79.79 | 92.63 |
| 3       | Sky Brown       | Regne Unit   | 80.57 | 91.60 | 92.31 |
| 4       | Dora Varella    | Brasil       | 85.06 | 77.62 | 89.14 |
| 5       | Heili Sirviö    | Finlàndia    | 71.40 | 71.56 | 88.89 |
| 6       | Bryce Wettstein | Estats Units | 88.12 | 9.66  | 73.26 |
| 7       | Naia Laso       | Espanya      | 59.85 | 7.66  | 86.28 |
| 8       | Hinano Kusaki   | Japó         | 2.66  | 17.86 | 69.76 |

## Medallistes

### Masculí
| Proves                | Or                        | Plata                       | Bronze                      |
| Carrer (29 de juliol) | Japó · Yuto Horigome      | Estats Units · Jagger Eaton | Estats Units · Nyjah Huston |
| Parc (7 d'agost)      | Austràlia · Keegan Palmer | Estats Units · Tom Schaar   | Brasil · Augusto Akio       |

### Femení
| Proves                | Or                     | Plata                | Bronze                 |
| Carrer (28 de juliol) | Japó · Coco Yoshizawa  | Japó · Liz Akama     | Brasil · Rayssa Leal   |
| Parc (6 d'agost)      | Austràlia · Arisa Trew | Japó · Kokona Hiraki | Regne Unit · Sky Brown |

## Medaller
| Posició | CON          | Or | Argent | Bronze | Total |
| 1       | Japó         | 2  | 2      | 0      | 4     |
| 2       | Austràlia    | 2  | 0      | 0      | 2     |
| 3       | Estats Units | 0  | 2      | 1      | 3     |
| 4       | Brasil       | 0  | 0      | 2      | 2     |
| 5       | Regne Unit   | 0  | 0      | 1      | 1     |
| Total   |              | 4  | 4      | 4      | 12    |
| ------- | ------------ | -- | ------ | ------ | ----- |